# .com

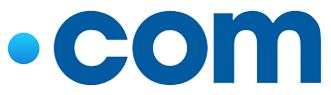
.com logo

.com (av engelska commercial, ’kommersiell’) är den mest använda generiska toppdomänen. Den uttalas ofta som punkt kom eller som engelska dot com, och finns på det sättet i det vardagliga språket.
Den var en av de första toppdomänerna och skapades i januari 1985 tillsammans med domänerna edu, gov, mil, net, org och arpa. Det finns inga begränsningar vem som får skaffa .com-adresser. Domänen var tänkt för vinstinriktade företag, men används av företag, föreningar, privatpersoner och lite av varje sorts ägare. USA:s regering anser sig äga denna toppdomän och tar ibland över domäner som ägs av utlänningar vilka bryter mot USA:s lagar till exempel om copyright. Företaget Verisign hanterar registreringar på uppdrag av regeringen.